# Sitio de Rosas (1719)
El Sitio de Rosas (22 de octubre a 17 de noviembre de 1719) fue una victoria española frente al intento francés de tomar la ciudad, como parte de la Guerra de la Cuádruple Alianza. 

## Sitio
La Ciudadela de Rosas comienza a ser asediada por el comandante James Fitz-James, donde se encontró con cuarenta batallones de infantería y sesenta de caballería el 22 de octubre en El Voló, y que llegaron en unas horas a Castellón de Ampurias, donde establecieron un campamento. La flota llegaría el 1 de noviembre, pero debido al mal tiempo, la llegada de los transportes, municiones y suministros se retrasaría hasta el 6 de noviembre, lo cual provocaría que dichas fuerzas abandonaran el sitio y la campaña el 17 de noviembre.